# Samaritansko petoknjižje
Samaritansko petoknjižje ili Samaritanska tora specijalna je inačica Tore koju su rabili Samaritanci. Ova inačica je stvorena najkasnije 127. pr. Kr. kada je hram u Jeruzalemu uništen, i kada su se Samaritanci odvojli od ostalih skupina koje su bile u hramu. Kao što sam naziv kaže, u ovu inačicu ulazi prvih pet Mojsijevih knjiga, ili Tora.
Znanstvenici koriste Samaritansko petoknjižje kada žele pronaći značenje riječi u originalnom Petoknjižju ili kada žele naučiti nešto o povijesti različitih inačica Biblije. Neki svitci, među njima i Svitci s Mrtvog mora, liče na Samaritansko petoknjižje.
Samaritansko prakticiranje religije se zasniva na njihovoj inačici Mojsijevog petoknižja, što se malo razlikuje od mazoretskih tekstova kao i tekstova Septuaginte. Neke razlike su vrlo male, poput starosti nekih osoba spomenutih u tekstu, dok su druge veoma velike, poput zapovijedi da se ima samo jedna žena, što se može naći samo u samaritanskoj inačici ali ne i u drugima. 
Važnost se daje i Abiša svitcima, koji su rabljeni u samaritanskoj sinagogi u Nablusu. Samaritanci tvde da ih je napisao Abiša, Aronov pra-praunuk, 13 godina poslije ulaska u Izrael, pod Jošuom, sinom Nunovim. Ipak moderni znanstvenici smatraju da svitci sadrže različite radove različitih pismoznanaca iz različitih stoljeća, s najstarijim tekstom iz 12. stoljeća.